# Братское (Николаевская область)
Бра́тское (укр. Братське) — посёлок в Вознесенском районе Николаевской области Украины.

## География
Расположен при слиянии речек Мертвовод и Костоватой, в 131 км к северо-западу от Николаева и в 25 км от железнодорожной станции Людмиловка на линии Колосовка-Помошная Одесской железной дороги.

## История
Селение возникло в 1760-е — 1780-е годы как зимовник, население которого состояло из казаков и беглых крестьян.
В 1788 году село Братское впервые упомянуто в письменных документах.
Село было подарено российскому генералу сербского происхождения И. П. Живковичу и некоторое время носило название Живковичи.
После получения в 1828 году статуса местечка, по прошению указанного помещика, возвращено название Братское.
В 1847 году здесь насчитывалось 94 двора и две ветряные мельницы, но в дальнейшем расположенное у переправы через реку селение увеличилось и в 1864 году стало центром волости.
По состоянию на 1889 год в местечке Братское Братской волости Елизаветградского уезда Херсонской губернии насчитывалось 1206 жителей, здесь действовали земская почтовая станция, православная церковь, еврейский молитвенный дом, 2 трактира и постоялый двор, в 1890-е годы здесь была открыта лечебница, в начале XX века здесь организована ткацкая мастерская.
В январе 1918 года в селении была установлена Советская власть, но в конце марта 1918 года его оккупировали австро-немецкие войска (остававшиеся здесь до ноября 1918 года).
Во время Великой Отечественной войны в 1941—1943 гг. селение находилось под немецкой оккупацией.
В 1956 году Братское стало посёлком городского типа.
В 1978 году численность населения составляла 6,5 тыс. человек, здесь действовали сыроварный завод, комбикормовый завод, пищевой комбинат, промкомбинат, межколхозная строительная организация, райсельхозтехника, комбинат бытового обслуживания, ПТУ, две общеобразовательные школы, музыкальная школа, спортивная школа, больница, Дом культуры, кинотеатр и две библиотеки.
В 1979 году здесь был открыт Братский районный народный исторический музей.
В мае 1995 года Кабинет министров Украины утвердил решение о приватизации находившихся в посёлке АТП-14837 и райсельхозтехники.
В 1997 году находившееся в посёлке ПТУ № 17 было ликвидировано.
В честь Героев Советского Союза В. А. Воронина и М. А. Фархутдинова названы улицы Братского. Также в поселке названы улицы в честь земляков: учёного-изобретателя Бенардоса Н. Н., героя Первой мировой и Гражданской войны Кушникова С. Е.; театральных деятелей Саксаганского П. К. и Садовского Н. К.
В честь земляков корифеев украинского театра назван Братский Народный театр, он носит имя Марии Садовской-Барилотти, а Братская районная библиотека — имя И. К. Карпенко-Карого. Районный музей братчанами назван в честь местного краеведа, поэта, писателя и общественного деятеля Радкевича М. Н. Старинный парк, посаженный знаменитым садовником Зарембой, носит имя Живковича.

## Население
В январе 1959 года численность населения составляла 5823 человек.
В январе 1989 года численность населения составляла 6925 человек.
По состоянию на 1 января 2013 года численность населения составляла 5355 человек.

### Языковой состав
Родной язык населения по данным переписи 2001 года:
| Язык       | Численность, чел. | Доля     |
| ---------- | ----------------- | -------- |
| Украинский | 5 833             | 14,88 %  |
| Русский    | 252               | 4,10 %   |
| Другие     | 63                | 1,02 %   |
| Итого      | 6 148             | 100,00 % |

## Фотогалерея

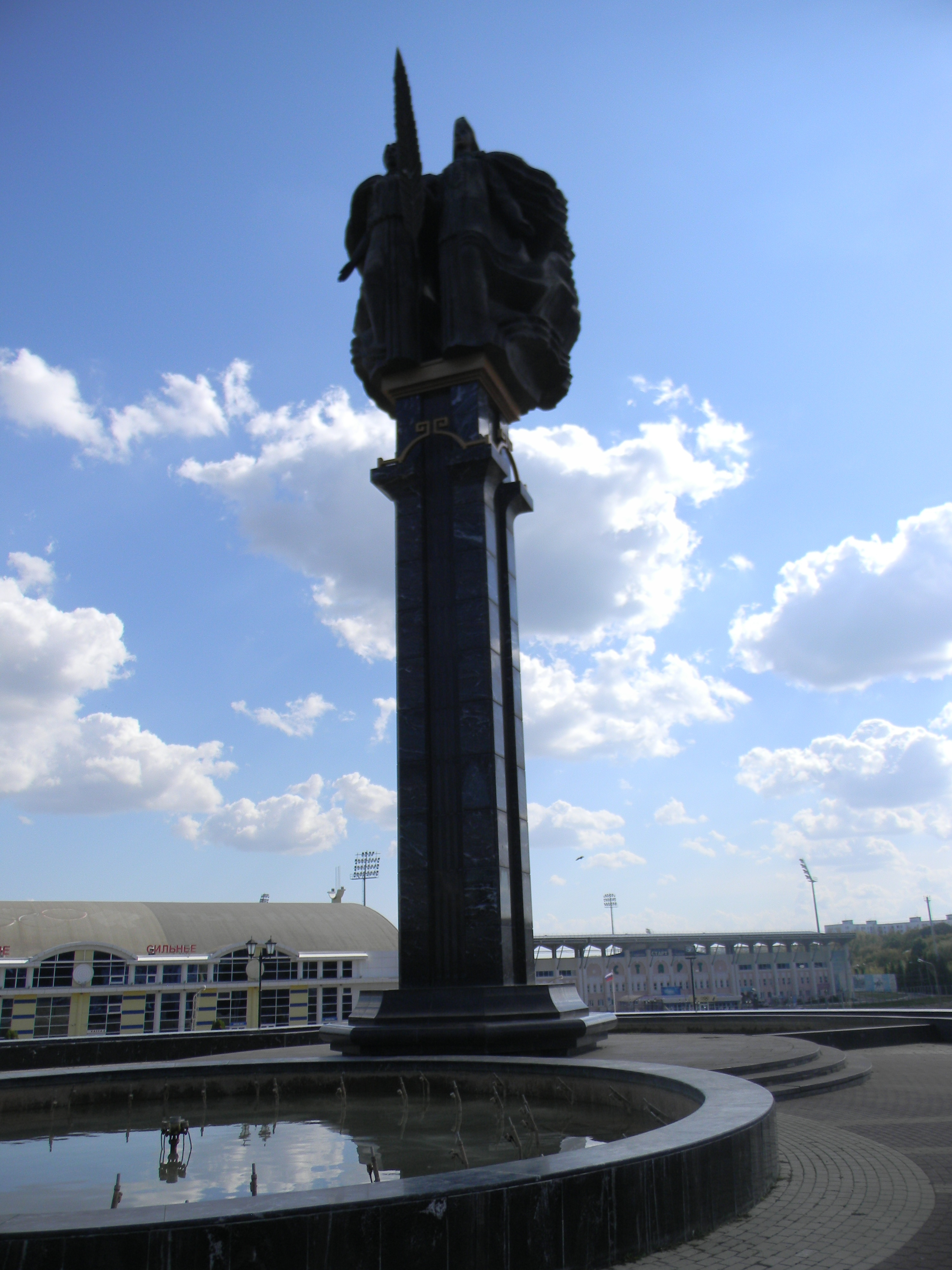
Памятник Дружбы народов
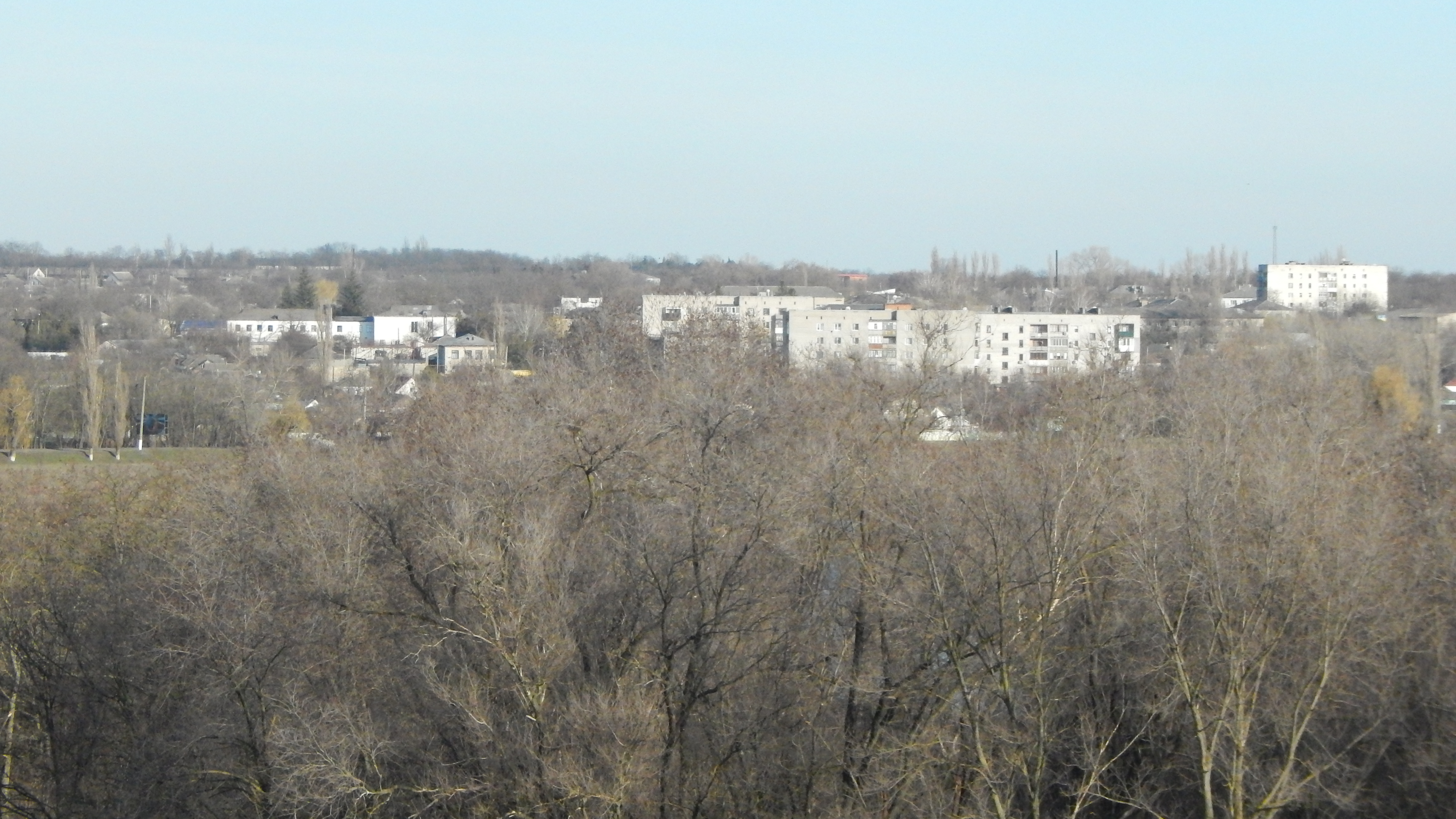
Вид на Братское
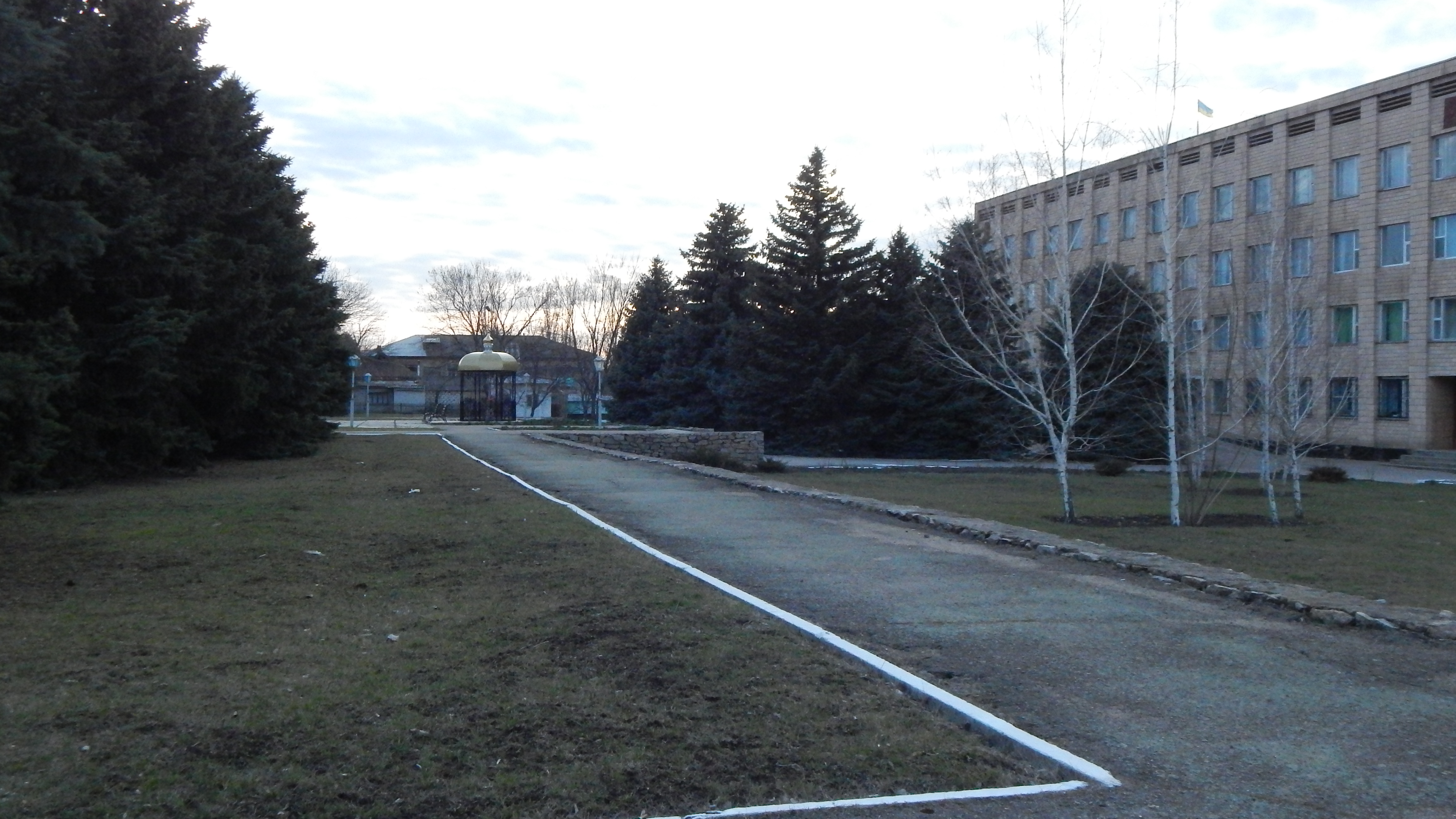
Центральная площадь